# Kolekcjonerstwo

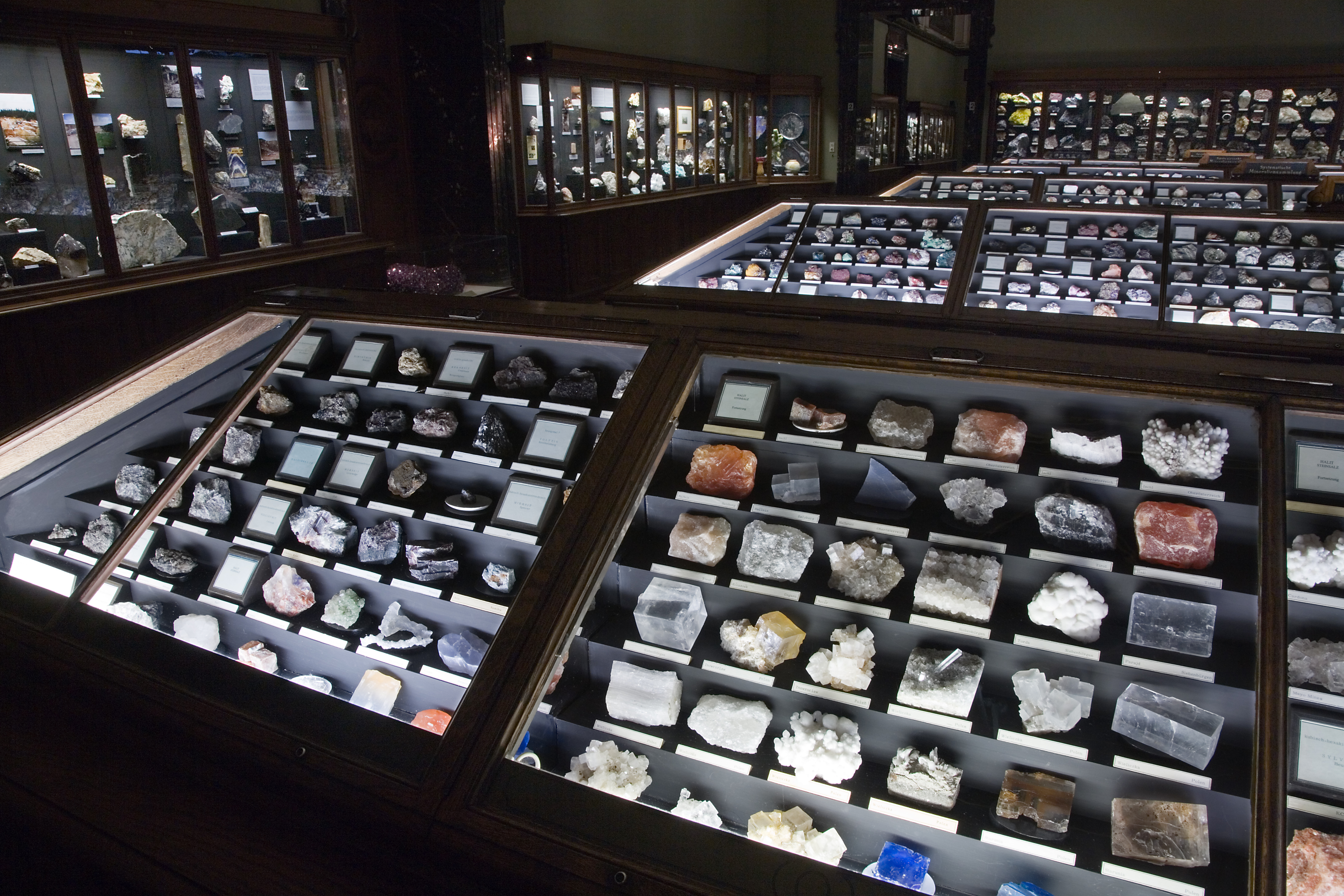
Kolekcja minerałów z Muzeum Historii Naturalnej w Wiedniu

Kolekcjonerstwo (łac. collectio – zbiór) – gromadzenie przedmiotów jednego rodzaju w celu utworzenia spójnego merytorycznie zbioru (kolekcji) o niewymiernej wartości (np. naukowej, historycznej, artystycznej, sentymentalnej). Często jako forma hobby.
Przykłady różnych form kolekcjonerstwa pod względem tematycznym:
- bibliofilstwo – książki (zwłaszcza cenne i rzadkie, rękopisy, starodruki)
- birofilistyka – przedmioty związane z piwem (etykiety, podkładki pod kufle, kapsle z nadrukami itp.)
- ekslibris – ekslibris, PF-ki, grafika okołoekslibrisowa
- falerystyka – ordery i odznaczenia
- filatelistyka – znaczki pocztowe
- filobutonistyka – guziki
- deltiologia – pocztówki
- filumenistyka – etykiety z pudełek od zapałek
- fonotelistyka – karty telefoniczne
- ksyrofilistyka – przedmioty związane z goleniem (żyletki, maszynki do golenia, brzytwy itp.)
- notafilia -  banknoty i notgeldy
- numizmatyka – monety i medale
- militarystyka – przedmioty pochodzenia wojskowego (manierki, menażki, hełmy, bagnety)
- skrypofilistyka – papiery wartościowe, przede wszystkim akcje i obligacje.